# Савченко Валерій Ігорович
Савченко Валерій Ігорович — радянський російський сценарист.
Народ. 7 вересня 1926 р. в Ленінграді в родині кінорежисера І. А. Савченка. Навчався в Інституті міжнародних відносин (1943—1946), на операторському факультеті Всесоюзного державного інституту кінематографії (1946—1947). Закінчив Літературний інститут ім. М. Горького (1952).
З 1950 р. працює на Московській студії науково-популярних фільмів (у кіножурналах «Наука і техніка», «Сільське господарство» та ін.).
Автор сценаріїв українських художніх фільмів: «Два Федори» (1958), «Чортова дюжина» (1970, у співавт. з В. Вороніним).